# Burgen (Hunsrück)
Pour les articles homonymes, voir Burgen.
Burgen est une municipalité allemande située dans le land de Rhénanie-Palatinat et l'arrondissement de Bernkastel-Wittlich.